# Hengyang Bajialing Airport
Hengyang Bajialing Airport är en flygplats i Kina. Den ligger i prefekturen Hengyang Shi och provinsen Hunan, i den södra delen av landet, omkring 150 kilometer söder om provinshuvudstaden Changsha. Hengyang Bajialing Airport ligger 72 meter över havet. Den ligger vid sjön Baiyutan Shuiku.
Runt Hengyang Bajialing Airport är det mycket tätbefolkat, med 1 266 invånare per kvadratkilometer. Närmaste större samhälle är Hengyang, 2,0 km sydväst om Hengyang Bajialing Airport. Runt Hengyang Bajialing Airport är det i huvudsak tätbebyggt.
Genomsnittlig årsnederbörd är 1 658 millimeter. Den regnigaste månaden är maj, med i genomsnitt 253 mm nederbörd, och den torraste är oktober, med 28 mm nederbörd.